# Pál István (pásztor)
Pál István (Kétbodony, 1919. február 25. – Balassagyarmat, 2015. március 2.) Madách-díjas nógrádi pásztor, tereskei dudás. A népművészet mestere.

## Élete
Kilenc gyerek közül elsőként született idősebb Pál István kanász és Ciglan Erzsébet bánki kanászlány gyermekeként. Pál István családja kizárólag pásztorősöket tart számon. Apja is „tudós pásztor” volt – állat, ember gyógyításához, rontás elhárításához egyaránt értett. Édesanyja munka közben is dalolt, édesapja, nagyapja furulyázott, flótázott, dudált. Ahogy járni tudott, kísérte apját két öccsével együtt a legelőre, így szinte észrevétlenül tanulták meg a pásztorság folytatásához szükségeseket. A gyerekek a régi zenei örökséget is átvették – lánytestvérei közül többen is kitűnő énekesek lettek. István a három fiú közül egyedül, átvette a furulyás, flótás, dudás örökséget is. Ciglan Jánostól, édesanyja nagybátyjától a furulya- és flótakészítést, valamint a faragást is megtanulta. Édesapjára úgy emlékszik vissza, mint a legnagyobb zenészre, aki mindent tudott, "a Miatyánktól a Hiszekegyig, mindent". Ő volt a példakép.
Rendkívüli zenei érdeklődése 6-7 éves korában nyilvánult meg először, kilencévesen pedig már a hóna alá tudta venni a dudát. Apja időnként tanácsaival segítette őt a tanulásban. Leginkább a közösségi zeneszolgáltatás fontosságára hívta fel a figyelmét. Ha dudatanulásról beszél, Pál István soha nem mulasztja el leírni az apa kitörő örömét, amikor fia az első nótát végig dudálta: "Van már utódom, itt az én fiam!". Közben megtanult furulyázni és flótázni is.
Ötévi iskolába járás után Pál Istvánt már cselédkanásznak adták Bánkra. Tizenöt évesen átmenetileg komenciós kocsisnak állt Alsópeténybe, 1935. augusztus 20-án apja egyik jó barátja, Koós József elvitte magával a nógrádi várba, ahol is énekével, dudálásával óriási sikert aratott. (Koós József kitűnő dudás-furulyás juhász volt. Dalai és játéka szerepelnek a Pátria lemezeken és Bartók Béla Magyar népdalok c. könyvében is. 1939-ben feleségül vette Garai Ilonát. Hat gyermekük közül ketten, István (1941) és János (1946) nőttek fel. Felesége tereskei iparos volt, nem pásztorcsaládból származott.
Az Első Honvédhadsereg tüzéreként eljutott a Donyecig. 1945-ben a Csepel Szigeten feloszlott az alakulata, és kalandos úton hazatért. Tulajdonképpen végigharcolta a háborút, ott van a legnagyobb pokol kellős közepén, és még csak meg sem sebesül.
A háború után apja tanácsára elszegődött Szécsénkére falusi gulyásnak, majd apja nyomdokain Nógrádsápra, kanásznak. Az 50-es évek derekán már nehezen viselte a család a falusi kanászkodást, mert a téeszesítés és a mangalicák hússertésre való lecserélése miatt rohamosan kezdett bealkonyodni a falusi kanászkodásnak. Ezt megérezve, felesége unszolására 1957-ben híres juhászoktól megkezdte a juhászat tanulását. Hatalmas tudásra tett szert a juhászat terén, majd átment a borsosberényi Állami Gazdasághoz, ahol 18 évet töltött el, falkás juhászként. Innen ment nyugdíjba 1979-ben. Tudását megbecsülték, és anyagilag is gyarapodott a család. Tereskén házat vettek és oda is költöztek.
„Ha még egyszer születnék, akkor is csak juhász lennék.” – mondja életének erre a szakaszára emlékezve. A juhászat nyugodtabb időszakaiban kezdte el a Ciglan János "nagyapától" még fiatalkorában megtanult furulyakészítést is. Remélte, hogy fiai folytatják majd a juhászatot, így a családi pásztorhagyomány megőrződik. Ugyanolyan fontosnak érezte, hogy legyen utódja, mint saját apja, aki annak idején benne látta meg a hagyomány folytatóját. Az idősebbik fia nem vállalta a pásztorságot, kisebbik gyermekénél látta a hajlandóságot. Kisebb fiával bojtárkodott együtt, majd önálló falkás juhásznak is beállt.
A békésnek ígérkező öregkort súlyos tragédiák sorozata rázta meg. 1983-ban meghalt felesége. 1991-ben, 50 évesen meghalt az idősebbik fia, István. Ekkor „kihaltak a szívéből a nóták”. Fiatalabb fiában maradt minden reménye, aki fiatalkorában végig vele bojtárkodott. Kazettára is mondta a juhászat összes fortélyát, hogy fia, ha majd visszatér a pásztorsághoz, tanulhasson belőle. Ez a reménye is megcsalta: kisebbik fia, János, 48 éves korában tüdőrákban meghalt.
„Megmaradtam műemléknek” – szokta mondani, de az is mondható, hogy úgy maradt meg, mint a tanúhegyek, amelyek sokkal keményebb kőzetből vannak, mint a környezetük.
1992. június 14-én este kopogtatott be hozzá néhány táncházas zenész és táncos: a felvidéki Agócs Gergely, Páll László, Hégli Dusan és Juhász Zoltán. Azóta újra szól a nóta, duda, furulya, flóta. 1994-ben megkapta a "Népművészet mestere" kitüntetést.
Egész életében egyetlen dolog éltette: hogy minél teljesebben átadhassa zenei örökségét. Ebben is az apai példa – általánosabban a pásztorősök példája – érvényesül. Az a szemlélet, mely szerint a tudással az átadás kötelezettsége is együtt jár.
2014 folyamán egészségi állapota leromlott. 2015. március 2-án halt meg Balassagyarmaton, néhány nappal 96. születésnapja után.

## Díjak
- Népművészet Mestere díj 1994
- Magyar Kultúra Lovagja
- Madách-díjas